# Cephalaria setosa
Cephalaria setosa är en tvåhjärtbladig växtart som beskrevs av Pierre Edmond Boissier och Hohen. Cephalaria setosa ingår i släktet jätteväddar, och familjen Dipsacaceae. Inga underarter finns listade i Catalogue of Life.